# 리처드 이달고
리처드 호세 이달고(Richard José Hidalgo, 1975년 6월 28일 ~ )는 베네수엘라의 프로 야구 외야수이다. 메이저 리그 베이스볼(MLB) 팀 휴스턴 애스트로스, 뉴욕 메츠, 텍사스 레인저스에서 모두 9시즌을 뛰었다.